# 한국밀협회
한국밀협회는 한국산 밀의 생산, 가공, 유통, 소비의 효율적인 업무를 추진함으로써 국산밀 생산 및 소비 확대에 기여하고 농업인 소득향상과 국가식량자급률 제고에 기여할 목적으로 2014년 9월 24일 설립 허가된 대한민국 농림축산식품부 소관의 사단법인이다.

## 사무소
사무소는 서울특별시 영등포구 여의서로 43, 1,309호(여의도동, 한서빌딩)에 있다.

## 대표자
- 장곤옥

## 같이 보기
- 앉은뱅이밀
- 우리밀살리기운동본부